# Cửa sổ điện
Hệ thống điều khiển cửa sổ điện là một hệ thống để mở và đóng các cửa sổ bằng cách điều khiển các công tắc. Motor cửa sổ điện quay khi vận hành công tắc điều khiển cửa sổ điện. Chuyển động quay của motor cửa sổ điện này sau đó được chuyển thành chuyển động lên xuống nhờ bộ nâng hạ cửa sổ để mở hoặc đóng cửa sổ. 
Hệ thống cửa sổ điện có các chức năng sau đây
- Chức năng đóng (mở) bằng tay;
- Chức năng tự động đóng (mở) cửa sổ bằng một lần ấn;
- Chức năng khoá cửa sổ;
- Chức năng chống kẹt;
- Chức năng điều khiển cửa sổ khi tắt khoá điện.

Một số xe có chức năng vận hành cửa sổ liên kết với ổ khoá cửa người lái.